# Eleccions parlamentàries poloneses de 1935
Les Eleccions parlamentàries poloneses de 1935 es van celebrar a la Segona República Polonesa per a elegir el Sejm del 8 a 15 de setembre de 1935. El partit més votat fou el Bloc no Partidista de Col·laboració amb el Govern (Bezpartyjny Blok Współpracy z Rządem) - coalició de la facció Sanacja – que va a obtenir 153 (o 157) escons de 208 al Sejm (parlament) i 60 de 64 en el Senat de Polònia, gràcies a la Constitució d'abril, elaborada per a la facció Sanacja. La resta dels escons (47) va ser als diputats independents. La resta de partits van boicotejar-les, i la participació electoral fou la més baixa de la història polonesa (46,6%).